# Obrada
La obrada es una medida agraria tradicional de superficie utilizada en Castilla hasta la instauración del sistema métrico decimal, equivale a 4.000 metros cuadrados en el norte de la provincia de Ávila, sur de la provincia de Valladolid y oeste de Segovia, a excepción de Cuéllar y algunas localidades limítrofes, donde la obrada equivale a 5.000 m².
También hay localidades en la provincia de Segovia como Alconada de Maderuelo donde una obrada equivalen a  2000 metros cuadrados.
Su origen deriva de la superficie que eran capaces de arar un par de labor (bueyes, mulos) en una jornada de aproximadamente 8 horas. 
Se continúa utilizando a nivel coloquial en las zonas indicadas.
Dos obradas y media castellanas equivalen a una hectárea (10 000 metros cuadrados).